# Xantolis parvifolia
Xantolis parvifolia là một loài thực vật có hoa trong họ Hồng xiêm. Loài này được Alphonse Pyramus de Candolle miêu tả khoa học đầu tiên 1844 dưới danh pháp Sapota parvifolia. Năm 1957, Pieter van Royen chuyển nó sang chi Xantolis.
Loài này có tại Philippines.